# Штев Телоке
Штев Телоке (нім. Stev Theloke, 18 січня 1978) — німецький плавець.
Призер Олімпійських Ігор 2000 року, учасник 1996 року.
Призер Чемпіонату світу з водних видів спорту 1998 року.
Чемпіон Європи з водних видів спорту 1999, 2000, 2002, 2004 років.
Чемпіон Європи з плавання на короткій воді 1996, 1998, 2001, 2002 років.